# Illa de Moçambic

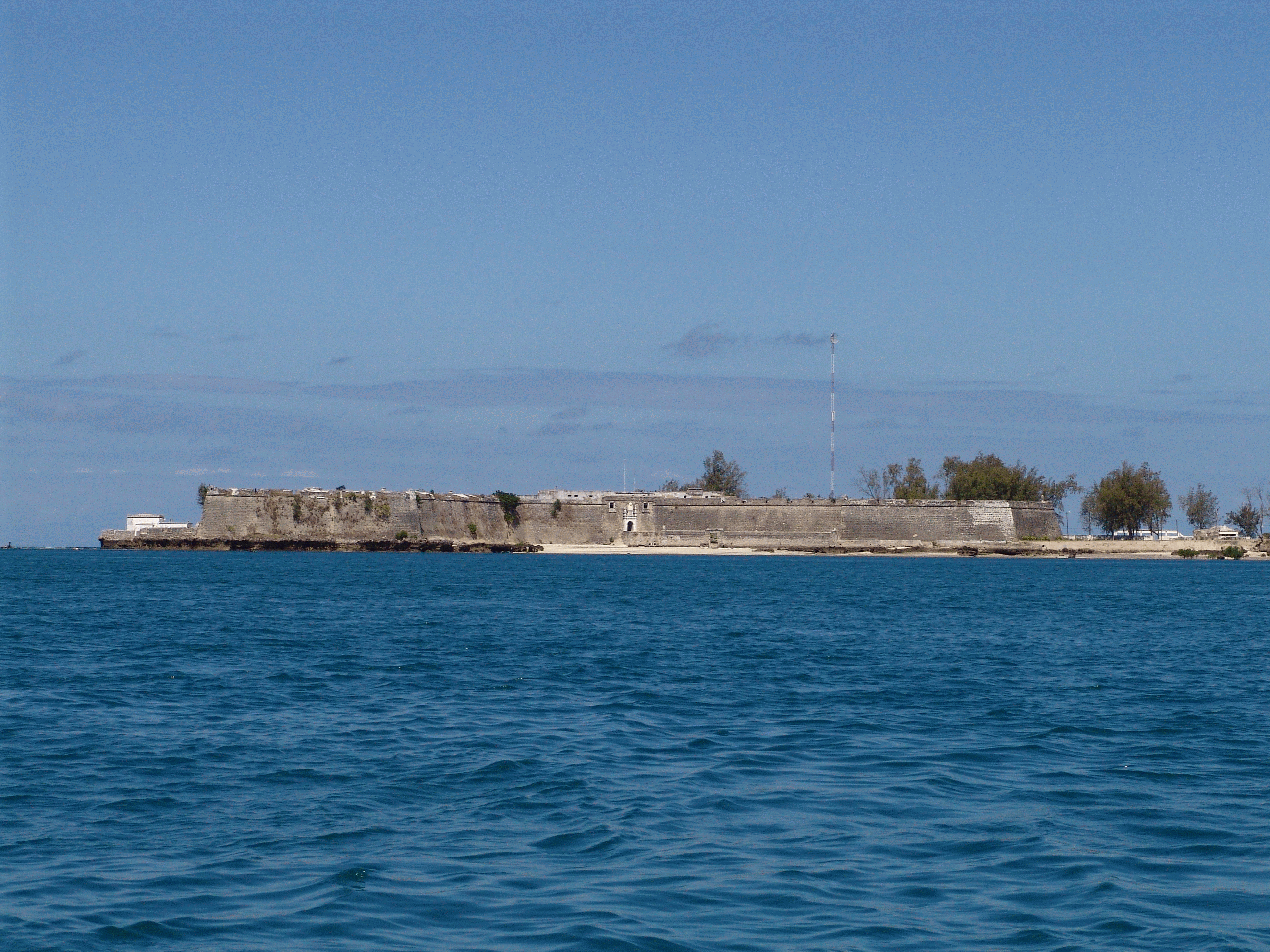
Fort São Sebastião

L'illa de Moçambic (en portuguès Ilha de Moçambique) és una illa de la costa de Moçambic, a la província de Nampula, seu de la ciutat anomenada Ilha de Moçambique, que fou capital de la colònia de Moçambic del 1762 al 1898 i capital del districte de Moçambique o Nampula fins vers 1963. La seva població és de 14.500 persones.
L'illa mesura uns tres km de punta (nord-est) a punta (sud-oest) i l'amplada varia entre 200 i 500 metres. L'antic fort de São Sebastião (construït entre 1558 i 1620 d'estil arquitectònic renaixentista militar italià) és a la punta nord-est, amb la capella de Nossa Senhora do Baluarte; el port (només accessible per vaixells gran quan puja la marea), a la badia de Mossuril, es troba seguint la costa nord-oest, i enfront del port el palau del governador i la capitania; a la costa sud-est es troba el barri de Makuti (portuguès Macuti) on viu la majoria de la població que queda tancat al sud per la punta de Santo António on hi ha el fort i l'església de Santo António; a l'extrem sud el cementiri local i a la costa oest de la punta sud, el pont que enllaça l'illa amb el continent, situat a menys de 4 km.
L'arquitectura de les construccions mostra influències àrabs, índies i portugueses. Els materials utilitzats són rajoles (fetes de material del sud de l'illa) i fusta.
Des del 1991 està inscrit a la llista del Patrimoni de la Humanitat per la UNESCO.

## Història
Al segle x fonts àrabs esmenten l'illa de Moçambic com a centre de comerç a l'oceà Índic; el 1498 hi va desembarcar Vasco de Gama que va reclamar l'illa per a Portugal. El 1502 Vasco hi va tornar hi es va construir un establiment, però fins al 1507 o 1508 no fou construït el fort de São Gabriel; els portuguesos, des d'aquesta illa, van estendre la seva influència i comerç a la zona costanera; el 1607 els holandesos van atacar l'illa però foren rebutjats i altre cop el 1608. El 1670 es va produir un atac dels omanites que no van poder ocupar l'establiment per van fer serioses destrosses. Al segle xviii hi va haver atacs anglesos.
El 1752 la decadència d'Ilha de Moçambique era molt accentuada. Es va demanar la separació de l'Índia Portuguesa (Goa), de la que depenia, que finalment fou acordada per carta reial el 1761 i implementada el 1762 i de fet el 1763. Encara que això va ajudar a la recuperació beneficiant-se del tràfic d'esclaus, primer la guerra amb Napoleó (amb un atac francès a l'illa) i després (1840) el final de l'esmentat tràfic, no va permetre una recuperació definitiva, i finalment es va arribar al 1869, quan l'obertura del canal de Suez va fer disminuir la importància estratègica de l'illa i el tràfic de vaixells va deixar de passar pel cap de Bona Esperança, i la ciutat va tornar a entrar en decadència.
Ilha de Moçambique fou la capital dels territoris portuguesos de l'Àfrica Oriental organitzats progressivament cap al final del segle xix. Finalment el 1898, la capital de la colònia va passar a Lourenço Marques, la moderna Maputo. Ilha de Moçambique va romandre com a capital del districte de Moçambique. Més tard es va anomenar el districte com a Nampula, per una ciutat de l'interior continental, seu del comandament general de Macuana, però Ilha de Moçambique va restar la capital de districte. El 1947 la construcció del port de Nacala, a la costa continental una mica al nord de Ilha de Moçambique, va suposar el cop de gràcia per aquesta ciutat. Nampula fou declarada ciutat el 22 d'agost de 1956 i finalment capital del districte. El 1967 es va començar un pont que va unir l'illa a la part continental, pont que fou inaugurat el 1969. El 25 de juny de 1975 Moçambic va proclamar la independència.
El 1991 l'illa de Moçambic fou declarada Patrimoni de la Humanitat. El 1994 va patir destruccions per una tempesta tropical.

## Edificis
Els edificis més importants són:
- Capella de Nossa Senhora do Baluarte, construïda el 1522, considerada l'església europea més antiga a l'hemisferi sud. És d'arquitectura manuelina.
- Fortalesa de São Sebastião, iniciada el 1558 i acabada el 1620. El 1607 fou atacada pels holandesos i altre cop el 1608, però sense èxit. El 1670 va rebutjar un atac omanita; també va rebutjar atacs anglesos al segle xviii i un atac francès al començament del segle xix.
- Església de la Misericòrdia, construïda el 1535, avui encara activa, administrada pels mercedaris.
- Palau de São Paulo, o palau del governador, construït el 1674 com a convent jesuïta, sobre un monestir jesuïta destruït pels omanites el 1670. Els jesuïtes foren expulsats de Portugal i les colònies el 1759 i tres anys després va esdevenir palau del governador; el 1898 va passar a ser palau del governador del districte; als anys seixanta va servir com a residència pels viatges a la província del president de Portugal o els ministres. Avui dia és un museu.
- Fort de Santo António construït el 1587 i destruït al llarg dels segles. Fou reconstruït el 1820. L'església de Santo António es va edificar el 1969 sobre una més antiga de la primera meitat del segle xvi.
- La Capitania o autoritat portuària
- L'antic hospital construït el 1877 en estil neoclàssic o schinken, al lloc d'un antic convent de Sant Joan de Déu construït el 1681.
- Església de la Salut (Igreja de Nostra Senhora da Saúde), església construïda a la meitat del segle xvi i restaurada el 1996
- El cementiri, amb interessants restes del passat colonial.
- El pont de més de 3 km construït entre 1967 i 1969. Degut a la manca de manteniment actualment té el trànsit restringit, amb prohibició de circular vehicles de més d'1,5 tones i més d'1,93 metres d'ample.

## Galeria

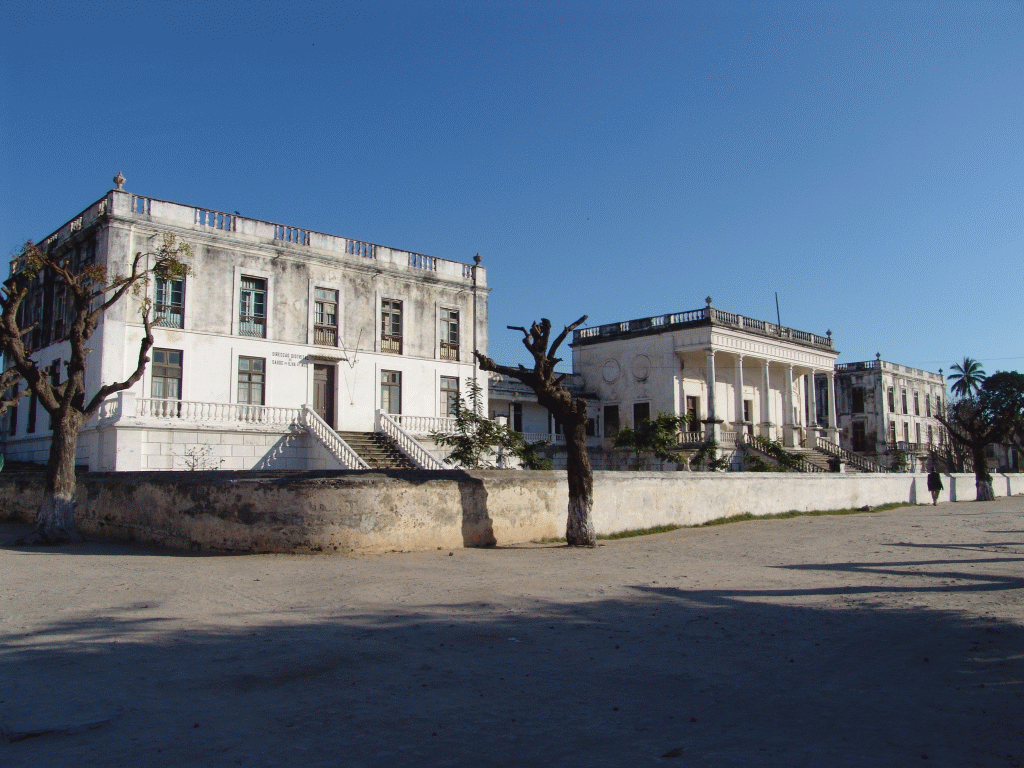
Hospital
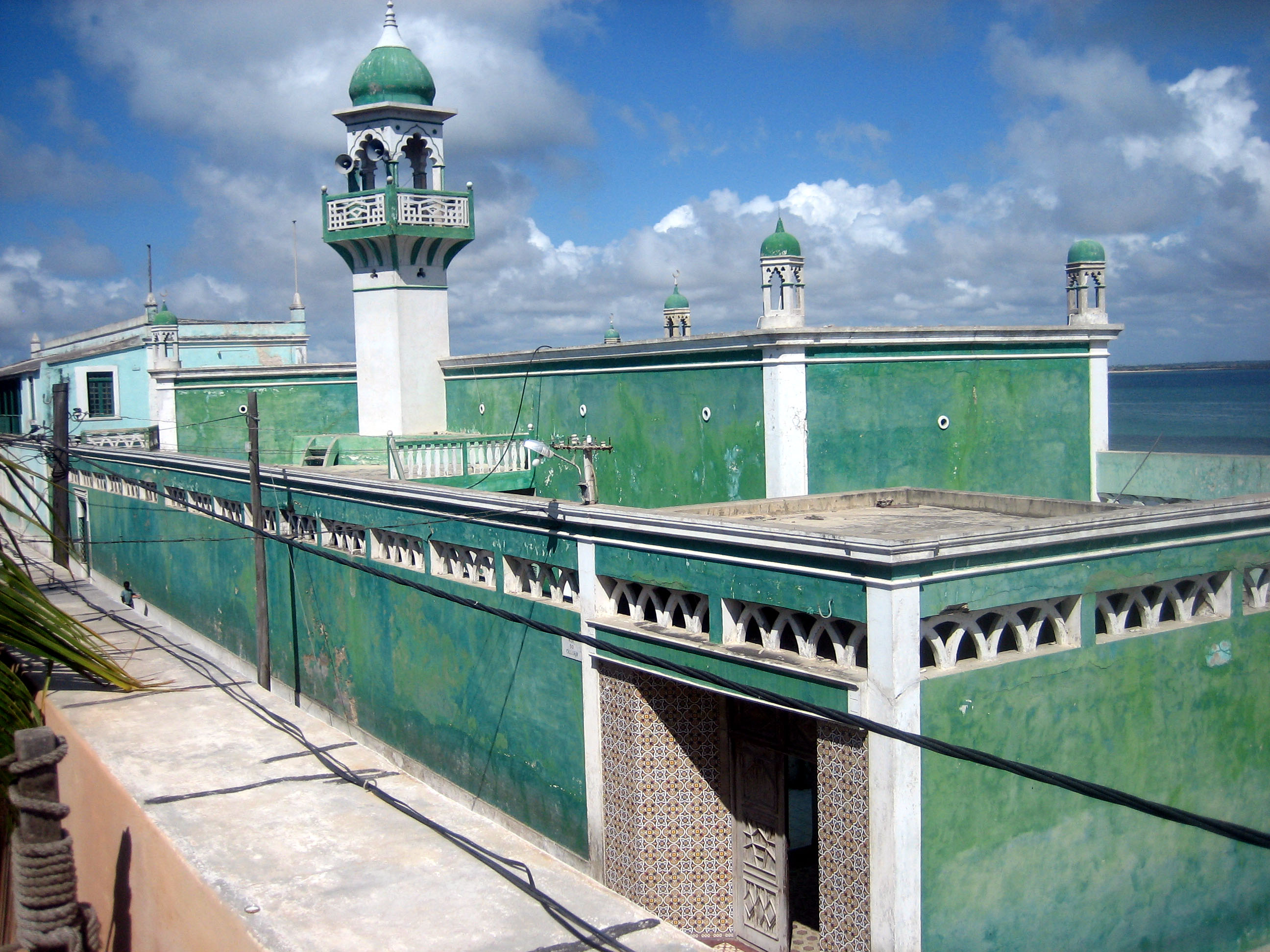
Mesquita
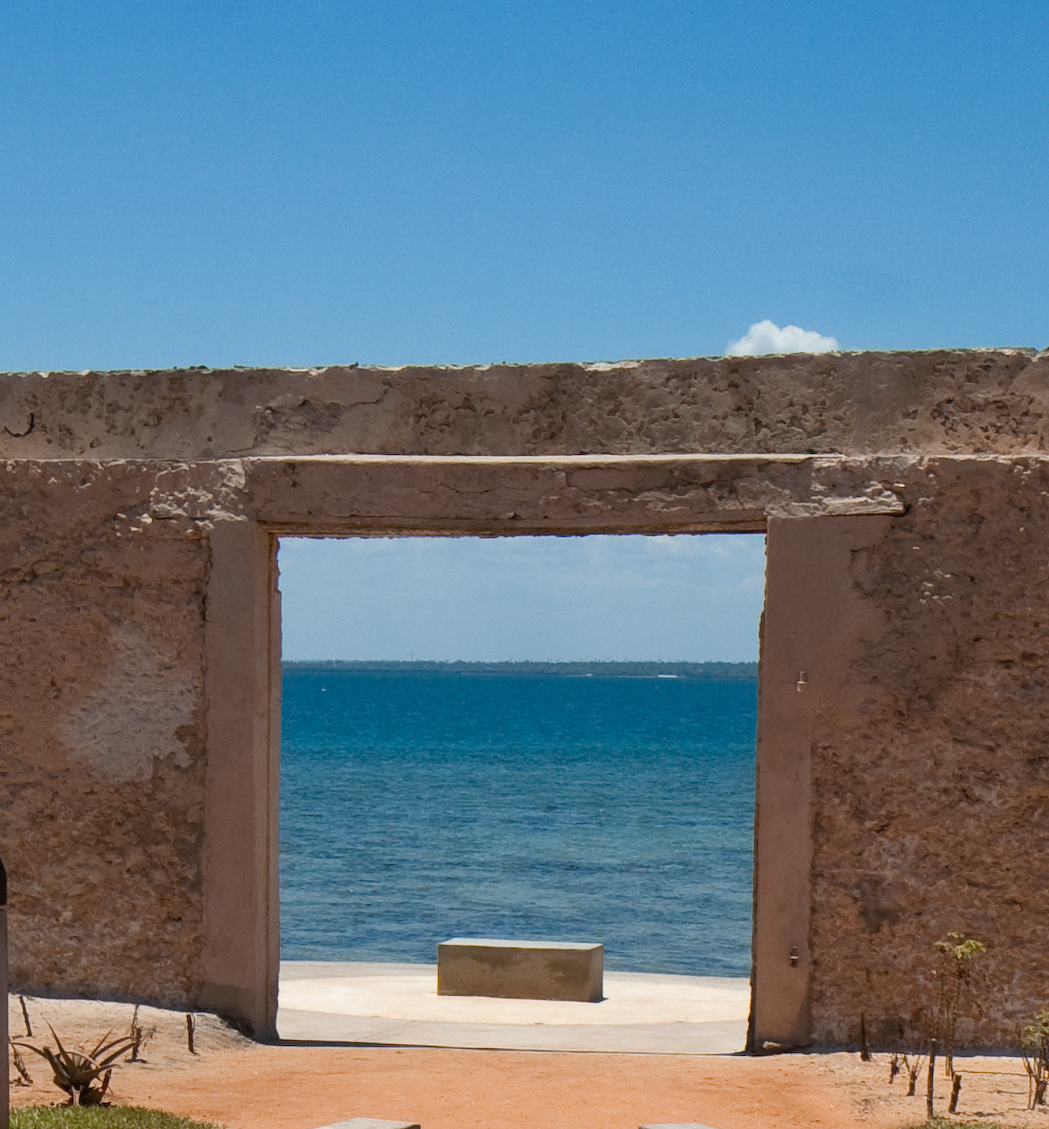
Jardim da Memória
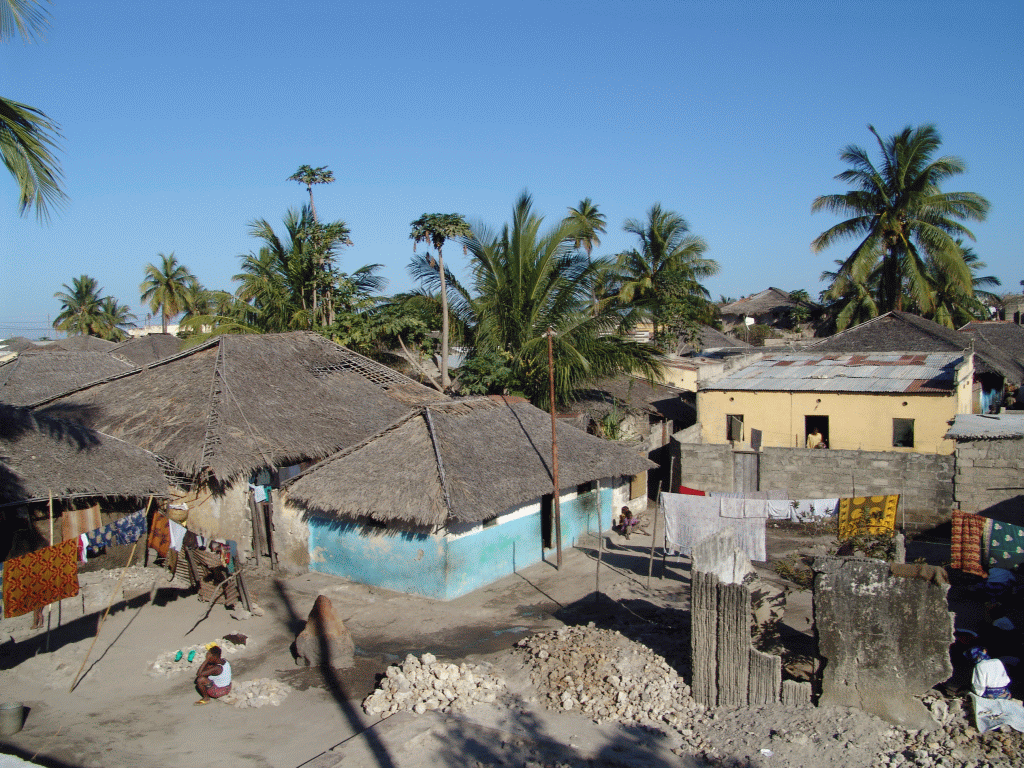
Ciutat de macuti
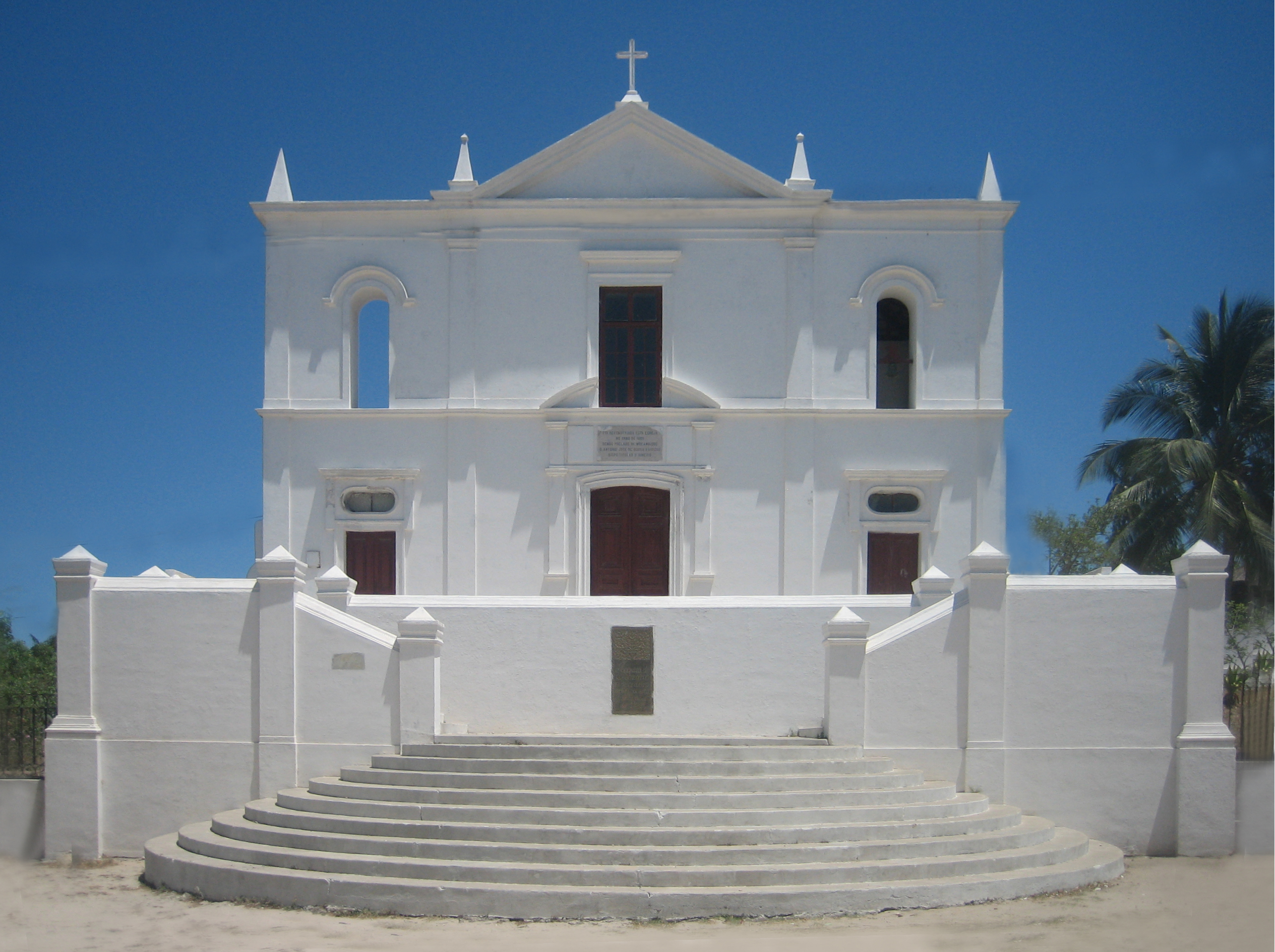
Església de Nossa Senhora da Saúde
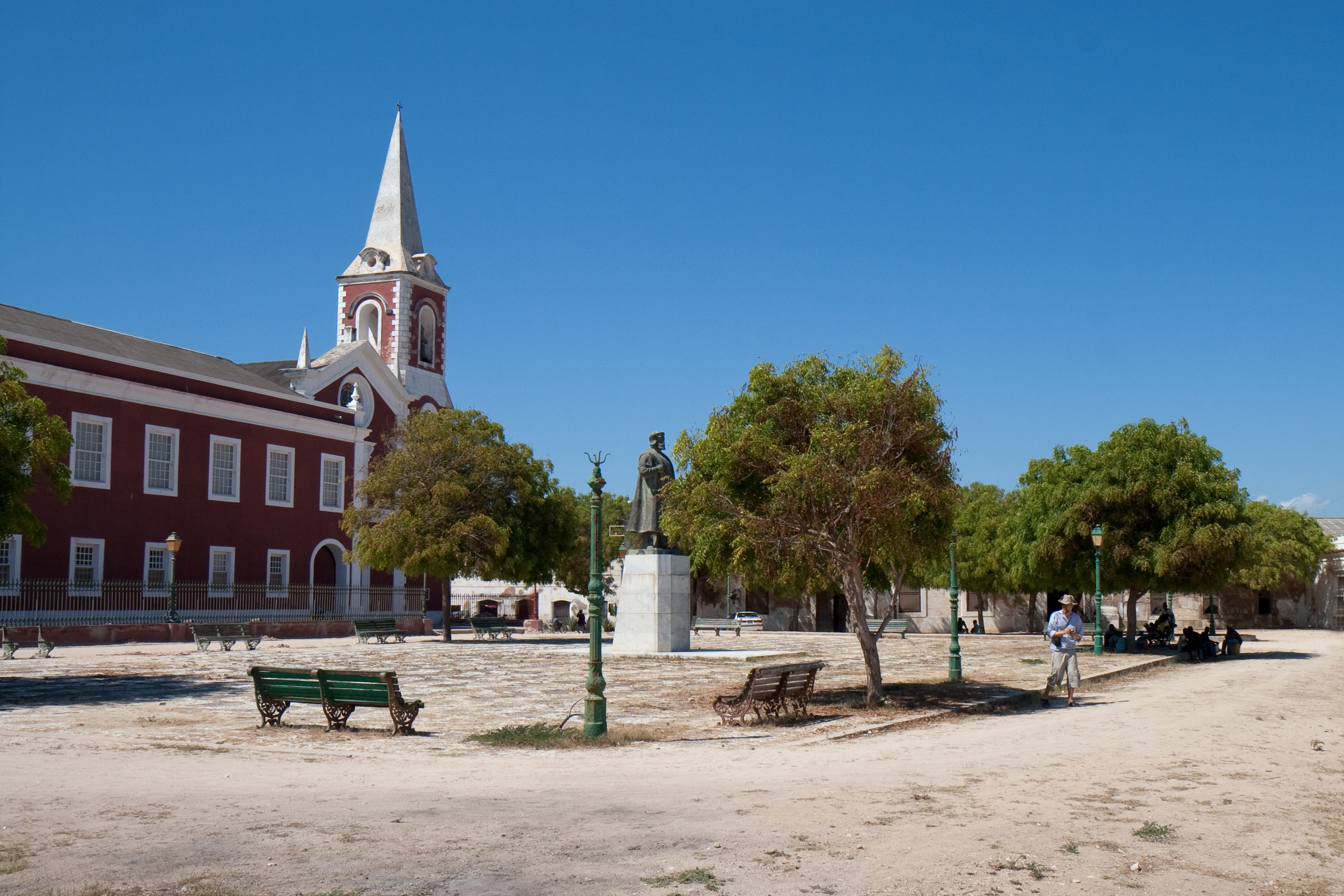
Palácio dos Capitães-Generais
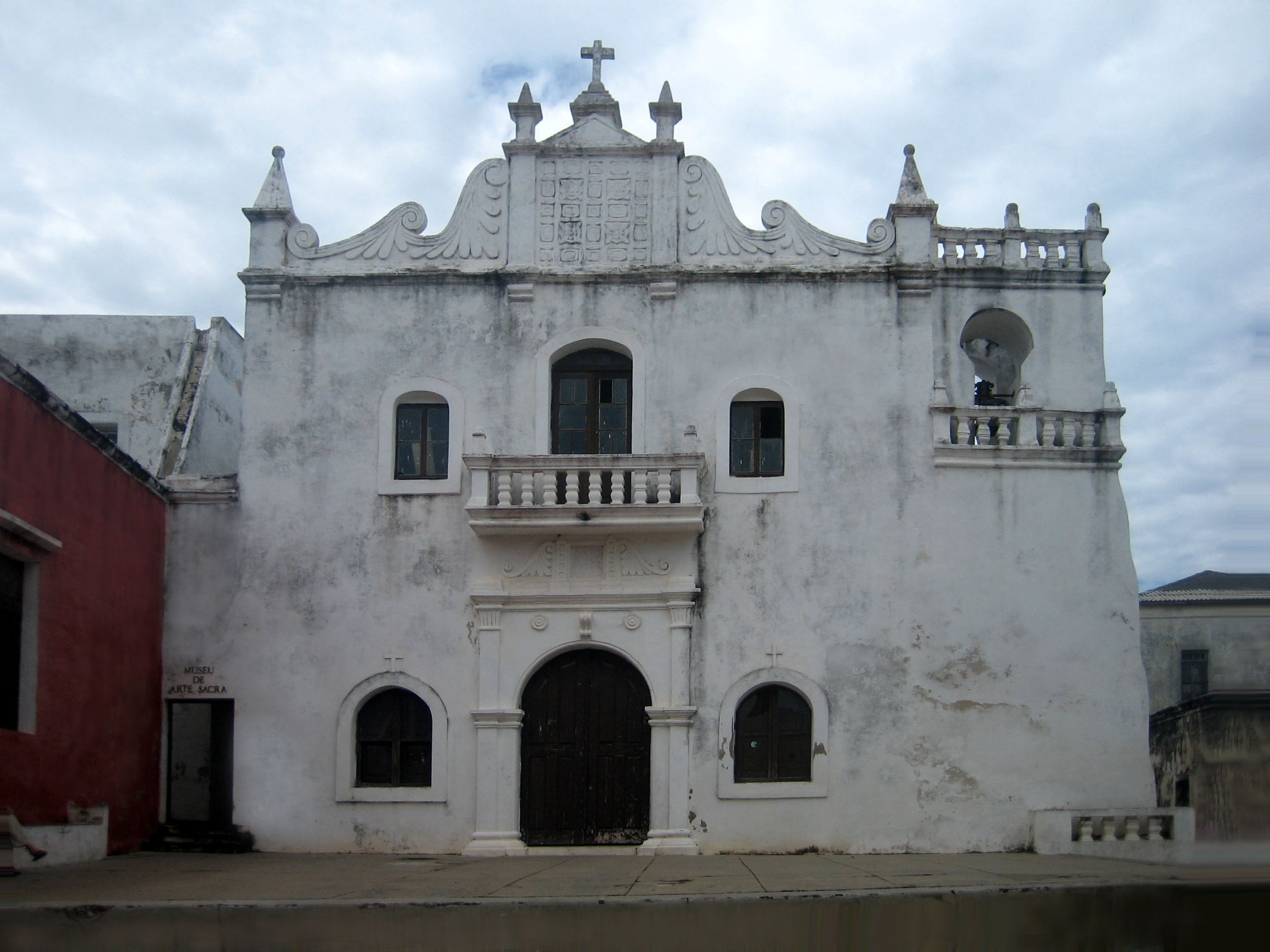
Església da Mesericórdia - Museu de Arte Sacra
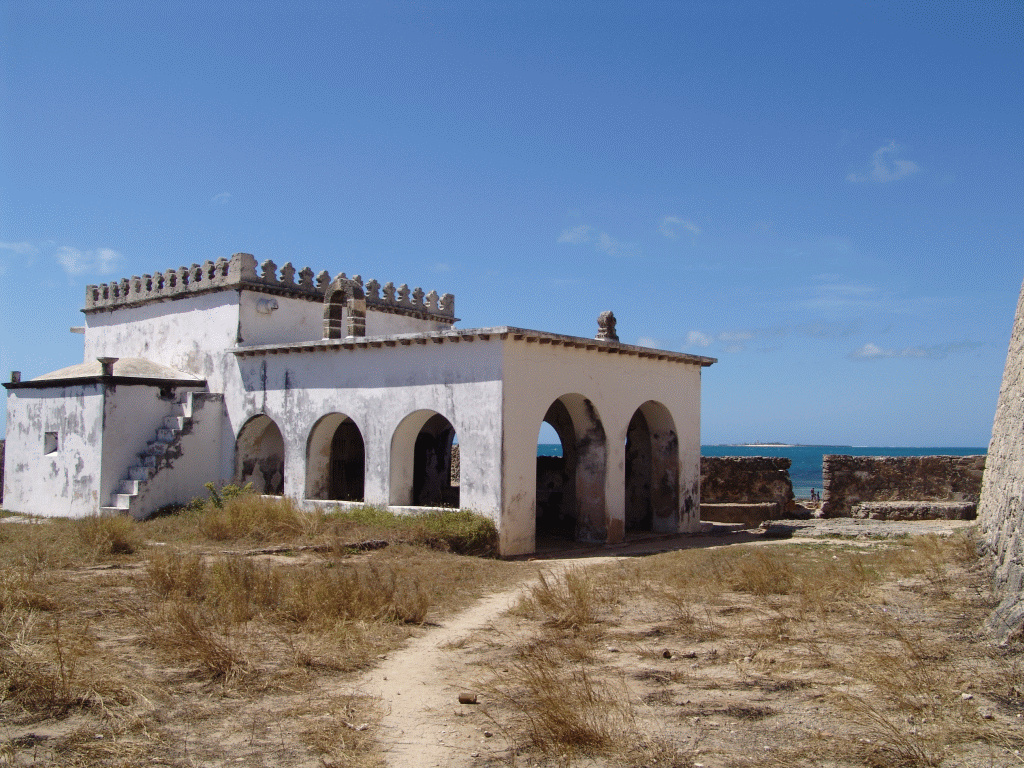
Capella de Nossa Senhora do Baluarte